# Hipótese psicossocial
Na ufologia, a hipótese psicossocial ou psicocultural, abreviada como HPS ou HPC, defende que alguns relatos de OVNIs são melhor explicados pela psicologia e ou antropologia. É comumente contraposta à mais conhecida Hipótese extraterrestre (HET), e é particularmente popular entre pesquisadores OVNI na Europa, principalmente no Reino Unido e França.
A hipótese psicocultural é ocasionalmente confundida com a posição agressiva antiHET, mas há uma diferença importante em que o pesquisador adepto da HPS vê os OVNIs como um tema interessante que merece estudo sério, ainda que de uma forma cética.
Esta hipótese não é uma forma única ou generalizada de explicar o fenômeno OVNI. Ela envolve explicações diferentes a casos particulares, embora todas centradas de alguma forma no comportamento humano. Exemplos de explicações englobadas na HPS são alucinações, fraudes e enganos com estímulos prosaicos. Devido à sua ênfase no comportamento humano, ela freqüentemente busca explicar porque um fenômeno foi interepretado da maneira que foi, recorrendo a temas e influências preexistentes.
Um dos argumentos em favor da hipótese psicossocial, em comparação com outras interpretações heterodoxas como a Hipótese interdimensional ou a Hipótese extraterrestre é que enquanto essas residem além do conhecimento aceito pela ciência, a hipótese psicossocial não só é compatível com tal corpo científico como oferece uma abordagem positiva e integradora.
Uma forma diferente da "hipótese psicocultural" tem sido sugerida por defensores da HET contestando o comportamento da sociedade em geral com relação à ufologia. Segundo eles, o ceticismo exacerbado dirigido a testemunhas e pesquisadores seria em si mesmo uma tendência psicocultural condicionada pelas autoridades.

## O paradoxo Ficção Científica-OVNI
Diversos autores notam o fato de que revistas, livros e filmes de ficção científica antecedem todos os temas e ideias que seriam posteriormente relacionados a OVNIs. Bertrand Méheust, um sociólogo francês, em seu livro de 1978 Science-fiction et soucoupes volantes (Ficção-Científica e os discos voadores), mostra que quase todos os aspectos do fenômeno OVNI pode ser encontrado em revistas populares de fantasia no começo do século XX, muito antes do início do fenômeno OVNI como conhecido atualmente em 1947, com o registo visual de Kenneth Arnold.
Tal linha de raciocínio também é defendida no artigo Gauche Encounters: Filmes B e o mito OVNI, do norte-americano Martin Kottmeyer. O artigo, que tornou o ensaísta conhecido nos círculos ufológicos, ilustra de maneira gráfica as similaridades entre extraterrestres de filmes de ficção e relatos posteriores de supostas testemunhas de discos voadores.

## Histeria em massa
Alguns autores têm defendido que o fenômeno OVNI mostra aspectos de histeria em massa, especialmente durante as chamadas Ondas OVNI. O psiquiatra francês George Heuyer propôes esta hipótese em 1954 em uma nota ao Bulletin de l’Académie Nationale de Médecine.

## História da HPS
Com seu ensaio 'Discos Voadores: Um Mito Moderno de Coisas Vistas nos Céus (1958), Carl Gustav Jung pode ser visto como um dos fundadores da HPS. Por outro lado, uma vez que ele use seu conceito de sincronicidade nesse livro, ele também é um dos fundadores das explicações paranormais ao fenômeno.